# Бонетти, Пьерфранко
Пьерфранко Бонетти (итал. Pierfranco Bonetti; март 1921, Милан — 7 января 1944, Санджак) — итальянский партизан, сражавшийся в рядах Народно-освободительной армии Югославии; младший лейтенант. Награждён золотой медалью «За воинскую доблесть» посмертно.

## Биография
В марте 1941 года заступил на воинскую службу в 14-й инженерный полк в Беллуно. Был переведён в Черногорию, проходил службу в оккупированной Подгорице. После капитуляции Италии перешёл на сторону югославских партизан в новосформированную сначала бригаду, а затем дивизию «Гарибальди». Сражался против немцев и их сообщников. Пал в боях в Санджаке, держа оборону против отрядов мусульманских боевиков и албанских коллаборационистов.
Награждён золотой медалью «За воинскую доблесть» за проявленные личные качества в боях с 9 сентября 1943 по 7 января 1944 (с момента выхода Италии из войны и до своей гибели) со следующей формулировкой:

Служащий инженерных войск позорной капитуляции предпочёл непредсказуемую судьбу партизана гор. Собранные и организованные несколько невезучих солдат во главе с ним воевали в партизанском отряде, командиром которого он стал благодаря признанию своего энтузиазма и боевого духа, оцененного командованием роты. Познакомившись в конце концов с итальянскими братьями по оружию на Балканах, он не решил оставаться на месте и прошёл тысячи километров, перенеся разнообразные жертвы и лишения. Во время жестоких боёв против мусульманских албанских бандитов, будучи окружённым превосходящими по числу и свирепости силами врага, в сложной ситуации он отчаянно сопротивлялся в течение нескольких часов, показывая прекрасный пример боевого духа и героизма. Погиб на поле боя, однако для героической молодёжи и своих солдат он стал примером по всем параметрам отважно сражающегося бойца.
Оригинальный текст (итал.)Ufficiale del genio, all’onta della resa preferiva l’incerto destino del ribelle della montagna. Raccolti ed organizzati parecchi militari sbandati, a capo di essi combatteva a fianco di una formazione partigiana della zona il cui comandante, in riconoscimento del suo slancio e del suo spirito combattivo, gli affidava il comando di una compagnia. Riunitosi finalmente ai fratelli italiani combattenti in Balcania, ne seguiva le sorti, percorrendo migliaia di chilometri tra sacrifici e privazioni di ogni genere. Nel corso di un duro combattimento contro bande musulmane albanesi, accerchiato da un forte ed agguerrito contingente nemico ed in difficile situazione, resisteva con accanimento per parecchie ore, fornendo mirabile esempio di ardore combattivo e di eroismo. Colpito a morte chiudeva, sul campo di battaglia, la sua giovinezza eroica, tra i propri soldati da lui guidati in ogni circostanza al combattimento con eccezionale coraggio.